# Antoonops
Genre
Antoonops est un genre d'araignées aranéomorphes de la famille des Oonopidae.

## Distribution
Les espèces de ce genre se rencontrent en Afrique de l'Ouest.

## Description
Ces araignées ressemblent à des fourmis.

## Liste des espèces
Selon World Spider Catalog (version 15.0, 2014) :
- Antoonops bouaflensis Fannes & Jocqué, 2008
- Antoonops corbulo Fannes & Jocqué, 2008
- Antoonops iita Fannes & Jocqué, 2008
- Antoonops kamieli Fannes, 2013
- Antoonops nebula Fannes & Jocqué, 2008
- Antoonops sarae Fannes, 2013

## Publication originale
- Fannes & Jocqué, 2008 : Ultrastructure of Antoonops, a new, ant-mimicking genus of Afrotropical Oonopidae (Araneae) with complex internal genitalia. American Museum novitates, no 3614, p. 1-30 (texte intégrale).